# NGC 6397
NGC 6397(也稱為科德韋爾86)是在天壇座的球狀星團。它距離地球大約7,800光年，使它成為離地球最近的兩個球狀星團之一（另一個是 M4）。這個星團大約有400,000顆恆星，在良好的觀察條件下可以用肉眼看到。
NGC 6397是銀河系中至少20個經歷了核心坍塌的球狀星團之一，這意味著核心收縮而有著非常緻密的恒星。 .

## 天文學研究

### 估計銀河系的年齡
在2004年，一組天文學家聚焦在星團，用它來估計銀河系的年齡。這組的成員包括盧卡·帕斯奎尼、皮爾卡洛·博尼法西奧、索菲亞·蘭迪奇、丹尼爾·加利和拉斐爾·G·格拉頓。他們使用帕瑞納山甚大望遠鏡的紫外-可見光的光柵攝譜儀測量星團中兩顆恆星的鈹含量。這使他們能夠推斷整個銀河系中第一代恆星的誕生到星團中第一代恆星誕生之間所經過的時間。再加上對星團中恆星估計的年齡，就可以估計銀河系的年齡：136億年，這年齡幾乎和宇宙本身一樣老。這一估計假設NGC 6397不會比銀河系古老。

### 恒星質量的下限
在2006年，發表了使用哈伯太空望遠鏡對NGC 6397的一項研究，顯示星丸中黯淡恆星的亮度明顯的有一個下限。作者推斷，這表明恆星的核心要能夠進行核融合有一個質量下限：大約是太陽質量的0.83倍。

### 黑洞
在2021年2月據報導，根據哈伯太空望遠鏡和歐洲航天局蓋亞任務收集的數據得出核心附近恒星的運動：NGC 6397的核心含有相對密集的緻密天體（白矮星、中子星和黑洞）。這個中心區域的黑洞總質量上限約為1,000個太陽質量，來自許多顆，估計平均大小為20個太陽質量的較小黑洞。然而，也有人認為，由於動力相互作用，這些黑洞中的許多都會從星團核心噴出，這導致這種看不見的濃縮物主要由白矮星和中子星組成，只有極少數的黑洞。

## 圖集

哈伯觀察所見的球狀星團NGC 6397

## 外部連結
- WikiSky上关于NGC 6397的内容：DSS2, SDSS, GALEX, IRAS, 氢α, X射线, 天文照片, 天图, 文章和图片
- NASA Astronomy Picture of the Day: Blue Stragglers in NGC 6397 (8 August 2003)
- NASA Astronomy Picture of the Day: Oddities of Star Cluster NGC 6397 (20 February 2002)